# Kamiokande

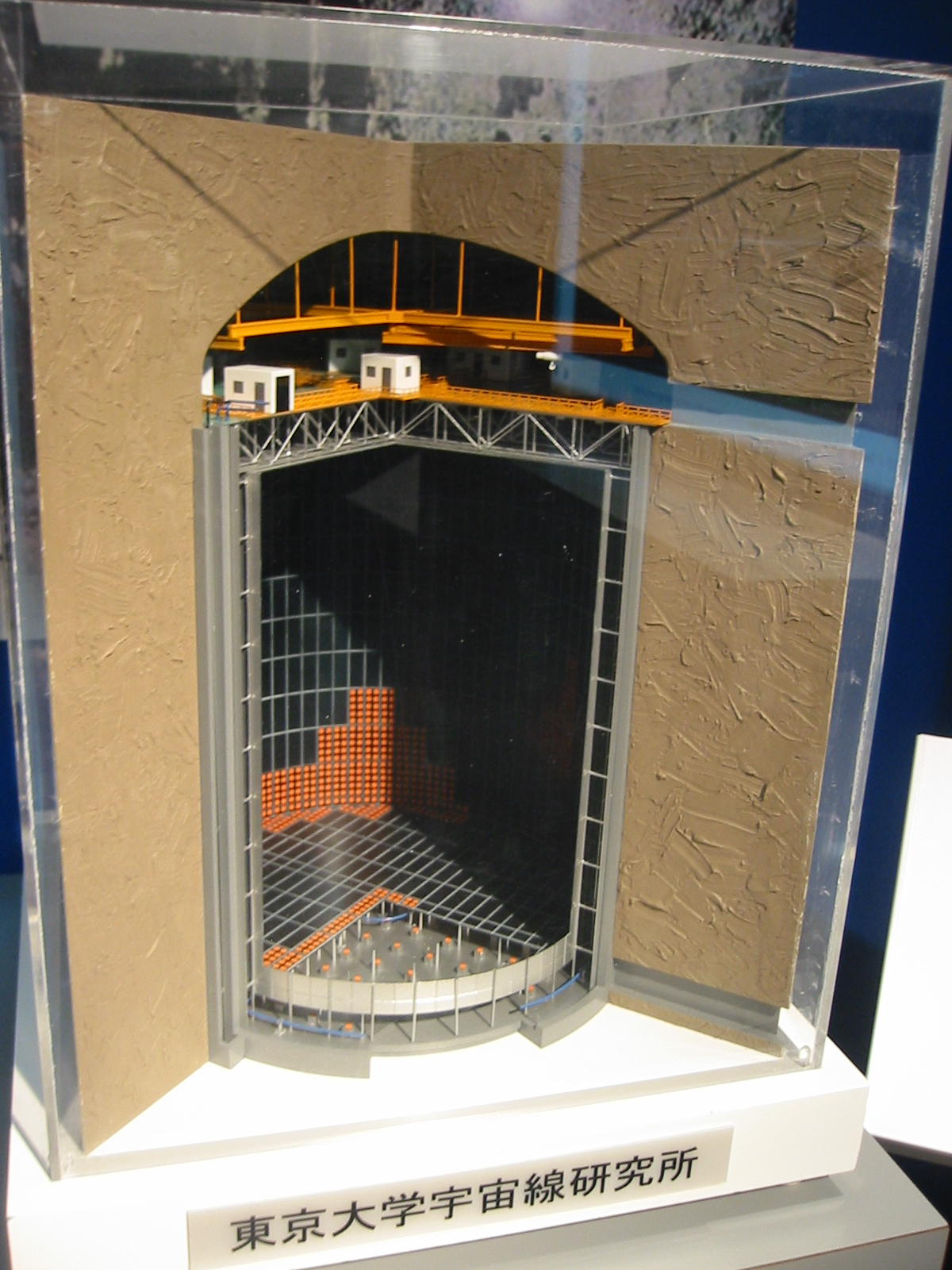
Modellnachbau des Experiments

Kamiokande steht für Kamioka Nucleon Decay Experiment und ist ein kernphysikalisches Experiment in der Nähe der japanischen Gemeinde Kamioka (heute Hida), das ursprünglich den hypothetischen Protonenzerfall nachweisen sollte. Das Experiment wurde vom japanischen Physiker Masatoshi Koshiba konzipiert und von 1982 bis 1983 aufgebaut. Protonenzerfälle konnten nicht nachgewiesen werden, sie lieferten aber die damals besten unteren Schranken für die Lebensdauer des Protons, was später in Kamiokande II fortgesetzt wurde. Bald darauf kamen die Betreiber auf die Idee, die Experimentieranlage als Neutrinodetektor zu verwenden. Insbesondere sollte das zuerst von Ray Davis im Homestake-Experiment beobachtete solare Neutrinodefizit bestätigt werden. In Davis’ Experiment wurden radiochemische Methoden verwendet, in Kamiokande konnten Neutrinos im Tscherenkow-Detektor in Echtzeit beobachtet werden. Kamiokande wurde zu Kamiokande II aufgerüstet und war ab 1985 in Betrieb, hatte aber mit Hintergrundradioaktivität insbesondere vom Radon zu kämpfen, sodass die eigentliche Datenaufnahme 1987 begann. Da das Experiment die Herkunftsrichtung der Neutrinos auflösen konnte, wiesen sie erstmals direkt Neutrinos von der Sonne nach und sie kamen auf rund vierzig Prozent des vorhergesagten Wertes, was das Solare Neutrinoproblem bestätigte (Davis kam im Homestake-Experiment auf ein Drittel). Im Jahre 1987 konnten elf Neutrinos der Supernova 1987A festgestellt werden. Dies war auch die erste direkte experimentelle Bestätigung der Theorien über die Prozesse beim Kollaps eines Sterns, insbesondere der Neutrinokühlung. Auch erste atmosphärische Neutrinos konnten nachgewiesen werden.
Der leitende Wissenschaftler Masatoshi Koshiba erhielt für seine Entdeckungen an Kamiokande 2002 mit Ray Davis den Nobelpreis für Physik. Kamiokande II erhielt 1987 den Asahi-Preis und 1989 den Bruno-Rossi-Preis.
In einem Tank mit 3.000 Tonnen hochreinem Wasser befinden sich ca. 1000 Photomultiplier, die die Tscherenkow-Strahlung von Elektronen registrieren, die durch Wechselwirkung mit Neutrinos beschleunigt wurden. Um die kosmische Strahlung weitgehend abzuschirmen, befindet sich der Tank tief unter der Erde.
1996 ging der Nachfolger Super-Kamiokande in Betrieb. Später kam KamLAND hinzu (Datenaufnahme ab 2002).
Im heutigen Kamioka-Observatorium befinden sich auch Gravitationswellendetektoren (CLIO für Testzwecke und im Aufbau und wahrscheinlich ab 2018[veraltet] aktiv KAGRA).